# Lista de senhores de Albuquerque
Este anexo é composto por uma lista dos senhores de Albuquerque.
- Afonso Teles de Meneses, 1.º senhor de Albuquerque e 2.º senhor de Meneses,[1]
- João Afonso Telo de Meneses, 2.º senhor de Albuquerque [1]
- Rodrigo Anes de Meneses, 3.º senhor de Albuquerque[1]
- João Afonso Teles de Meneses, 1.º conde de Barcelos[1]
- Teresa Martins de Meneses, 5.ª senhora de Albuquerque[2]
- João Afonso de Albuquerque, "o do Ataúde", 6.º senhor de Albuquerque[3]
- Martim Gil de Albuquerque, 7.º senhor de Albuquerque, 11.º senhor de Meneses[3]